# Almaluez
Almaluez település Spanyolországban, Soria tartományban. Almaluez Alcubilla de las Peñas, Taroda, Morón de Almazán, Alentisque, Monteagudo de las Vicarías, Fuentelmonge, Santa María de Huerta, Arcos de Jalón és Medinaceli községekkel határos. Lakosainak száma 124 fő (2024).

## Népesség
A település népessége az elmúlt években az alábbi módon változott:
| Lakosok száma | 295  | 254  | 221  | 202  | 181  | 172  | 148  | 132  | 132  | 124  |
|               | 2001 | 2004 | 2007 | 2009 | 2012 | 2014 | 2017 | 2019 | 2022 | 2024 |